# A Static Lullaby
A Static Lullaby was een Amerikaanse posthardcore band, die in 2001 werd opgericht in Chino Hills, Californië.

## Bezetting
Huidige bezetting
- Joe Brown (zang, 2001–2012, 2015–heden)
- Dan Arnold (ritmegitaar, zang, programmering, keyboards, 2001–2012, 2015–heden)
- John 'Death' Martinez (leadgitaar, achtergrondzang, 2006–2007, 2015–heden)
- Joey Bradford (basgitaar, achtergrondzang, 2015–heden)
- Kris Comeaux (leadgitaar, 2011-2012; drums, percussie, 2015–heden)

Voormalige leden
- Brett Dinovo (drums, percussie, 2001–2005; 2011–2012)
- Matt Faulkner (basgitaar, 2011–2012)
- Tyler Mahurin (drums, percussie, 2007–2011)
- Arya Chegini (drums, percussie, 2012)

- Jarrod Alexander (drums, percussie, 2006–2007)
- Nate Lindeman (leadgitaar, 2001–2005)
- Phil Pirrone (basgitaar, zang, 2001–2005)
- Dane Poppin (basgitaar, achtergrondzang, 2006–2011)
- Phil Manansala (leadgitaar, 2008-2009)

## Geschiedenis
A Static Lullaby kwam samen na een informele jamsessie op de middelbare school (Ruben s. Ayala High school) die de leden ertoe bracht hun bestaande bands te verlaten en als één samen te komen. Opgericht in 2001 in Chino Hills begon de band met zanger Joe Brown, bassist Phil Pirrone, drummer Brett Dinovo en gitaristen Dan Arnold en Nathan Lindeman. Hun eerste show was amper twee weken na de formatie en het begon een geroezemoes over de band waarop in het hele lokale circuit werd voortgebouwd. In september 2001 nam de band hun eerste zelfgemaakte nummer Withered op. Ze namen ook de nummers Love to Hate, Hate to Love, The Shooting Star That Destroyed Us All, A Sip of Wine Chased With Cyanide en Charred Fields of Snow op voor hun titelloze demo-ep. Vervolgens namen ze de twee andere nummers A Sip of Wine Chased With Cyanide en A Song for a Broken Heart op en brachten ze uit op de demo ep Withered, waarvan 6000 exemplaren werden verkocht. Na het uitbrengen van de ep toerde de band over de West Coast.
De band tekende een contract met Ferret Records in 2002. Hierna creëerde de band begin 2003 hun eerste album ... And Don't Forget to Breathe en ging 18 lange maanden op pad om hun debuutalbum te ondersteunen en deelden de podia met acts als AFI, My Chemical Romance en Brand New. Tijdens een 16 weken durende tournee met Strung Out verliet drummer Brett Dinovo de band en werd vervangen door de toenmalige gitarist Ben Newsham. Eind 2004 nam de band een cover op van The Everlasting Gaze, oorspronkelijk van The Smashing Pumpkins, voor het album The Killer in You: A Tribute to Smashing Pumpkins. Na uitgebreide tournees tekenden ze bij Columbia Records en namen hun tweede album Faso Latido op, dat op 5 april 2005 werd uitgebracht. Het kreeg gemengde recensies en ze werden uiteindelijk bij Columbia verwijderd. In deze tijd was bassist en zanger Phil Pirrone betrokken bij een ernstig auto-ongeluk, waardoor hij zijn leven heroverwoog en uiteindelijk de band verliet. Hij vormde zijn eigen platenlabel Longhair Illuminati en formeerde samen met gitarist Nathan Lindeman de band Casket Salesmen. ASL ging in 2005 op een succesvolle Taste Of Chaos.
A Static Lullaby bereikte een keerpunt en werd gecontracteerd door Fearless Records. Ze zochten naar nieuwe muzikanten om de posities van Phil Pirrone en Nathan Lindeman in te vullen. Na het vinden van John Martinez en Dane Poppin voor respectievelijk gitaar en bas, nam de band hun derde volledige album op. A Static Lullaby werd uitgebracht op 10 oktober 2006 en deed het aanzienlijk beter dan hun vorige album. Het titelloze album keerde terug naar de agressievere stijl waar de band bekend om stond, met een merkbare invloed van melodieuze gitaarpop. In 2007 nam de band afscheid van nieuwe gitarist John Martinez en zocht geen vervanging. Daarnaast vonden ze Tyler Mahurin als vaste drummer.
De band bracht een video uit waarin stond dat de titel van hun nieuwe album, geproduceerd door Steve Evetts, de titel Rattlesnake! zou krijgen. Het werd uitgebracht op 9 september 2008. In november 2008, eindigde een tournee met Maylene and the Sons of Disaster, Confide, Showbread en Attack Attack!. Met het verzamelalbum Punk Goes Pop 2 bracht de band een post-hardcore coverversie van Toxic uit van Britney Spears, evenals een gerelateerde videoclip met verschillende Spears-look-alikes, die verschillende outfits uit haar muziekvideo's droegen. A Static Lullaby toerde het grootste deel van de Zumiez Couch Tour 2009 met de Canadese band Silverstein. Ze traden ook op met de bands Vanna, Asking Alexandria, Motionless in White en Tides of Man voor the Blaze of Glory tournee. In juni 2010 startte zanger Joe Brown een zijproject met voormalig gitarist John Martinez en de uiteindelijke A Static Lullaby-gitarist Kris Comeaux genaamd Elevate: I Am, die in 2011 hun debuutalbum The Ghost Eclipse Sessions uitbracht. Brown contracteerde ook de in San Diego gevestigde band A Shattered Hope voor zijn platenlabel A Lullaby Factory Records.
In 2011 bracht de band Cinematic Attractions uit, hun eerste niet-album single. Het bevat Dan Arnold die zang, gitaar en piano uitvoert, met teksten van Joe Brown en mixen en mastering door Kris Comeaux. Dan Arnold vervoegde zich bij de band New Year's Day en speelde gitaar voor de band. Hij kondigde begin 2012 ook het nieuwe project Ghost Town aan op de Facebook-pagina van A Static Lullaby. Dan Arnold zou na ongeveer een jaar de band New Year's Day verlaten. Dane Poppin toerde met posthardcore act Of Mice & Men om in te vallen voor Jaxin Hall die de band om persoonlijke redenen verliet. Dan Arnold kondigde op 10 januari 2012 op het Facebook-account van de band aan dat de band uit elkaar zou gaan en bevestigde later dat de allerlaatste show van de band in Indonesië op 7 juli 2012 zal worden gespeeld. Sinds de band uit elkaar ging, richtten Dan Arnold, Matt Faulkner en Kris Comeaux de band Deadhorse op, die in januari 2014 een demotrack uitbracht. Dane Poppin toert en treedt momenteel op met Twin Forks en Dashboard Confessional, Phil Pirrone speelt in zijn nieuwe band JJUUJJUU en Tyler Mahurin speelt momenteel met Hollywood Undead.
Op kerstavond 2015 kondigde de band op hun Facebook-pagina aan dat ze voor de eerste keer in vier jaar zouden optreden met vier shows in Californië in 2016, waar ze hun debuutplaat ... And Don't Forget To Breathe in zijn geheel speelden. De band verwelkomde de voormalige leden John Martinez (Self-Titled-tijdperk) en Kris Comeaux (Cinematic Attractions-tijdperk) en introduceerde nieuw lid Joey Bradford voor de reünieshows. A Static Lullaby keerde terug naar hun geboorteplaats voor een succesvolle reünie in de Glasshouse op zaterdag 27 februari 2016. In januari 2019 kondigde Joe Brown op de A Static Lullaby Facebook-pagina aan dat hij een metalband had opgericht genaamd Dead Inside met Dave Miller (voorheen van Senses Fail).

## Stijl
Het primaire genre van de band is posthardcore/alternatieve rock. De band wordt vergeleken met AFI, The Used en My Chemical Romance.

## Discografie

### Singles
- 2002:	Withered
- 2003:	The Shooting Star That Destroyed Us
- 2003: Lipgloss and Letdown
- 2005:	Stand Up
- 2006:	Hang 'Em High
- 2008:	The Art of Sharing Lovers
- 2008: Toxic
- 2009:	Under Water Knife Fight
- 2009: Let Go (Japanse uitgave)
- 2011:	Cinematic Attractions (Non-album single)
- 2011: Party Rock Anthem (LMFAO cover with Me and the Captain)

### Ep's
- 2001:	A Static Lullaby (zelf uitgebracht)
- 2002:	Withered

### Albums
- 2003:	...And Don't Forget to Breathe (Ferret)
- 2005:	Faso Latido (Columbia)
- 2006:	A Static Lullaby (Fearless)
- 2008:	Rattlesnake!

## Videografie
- 2003: Lipgloss and Letdown
- 2003: The Shooting Star That Destroyed Us
- 2005: Stand Up
- 2007: Hang 'Em High
- 2008: The Art of Sharing Lovers
- 2009: Toxic (Britney Spears cover)